# بخش هاپول (شهرستان سنکا، اوهایو)
بخش هاپول (به انگلیسی: Hopewell Township) یک منطقهٔ مسکونی در ایالات متحده آمریکا است که در شهرستان سنکا، اوهایو واقع شده‌است.
 بخش هاپول ۸۹٫۴ کیلومتر مربع مساحت و ۲٬۷۷۴ نفر جمعیت دارد و ۲۳۲ متر بالاتر از سطح دریا واقع شده‌است.